# Abd-as-Samí (nom)
Abd-as-Samí és un nom masculí teòfor àrab islàmic (àrab: عبد السميع, ʿAbd as-Samīʿ) que literalment significa ‘Servidor de l'Oïdor’ o ‘Servidor del Qui ho sent tot’, essent «l'Oïdor» o «el Qui ho sent tot» un dels epítets de Déu. Si bé Abd-as-Sami és la transcripció normativa en català del nom en àrab clàssic, també se'l pot trobar transcrit ‘Abdul Samie'... normalment per influència de la pronunciació dialectal o seguint altres criteris de transliteració. Com a teòfor, també el duen molts musulmans no arabòfons que l'han adaptat a les característiques fòniques i gràfiques de la seva llengua.